# 富士X100V

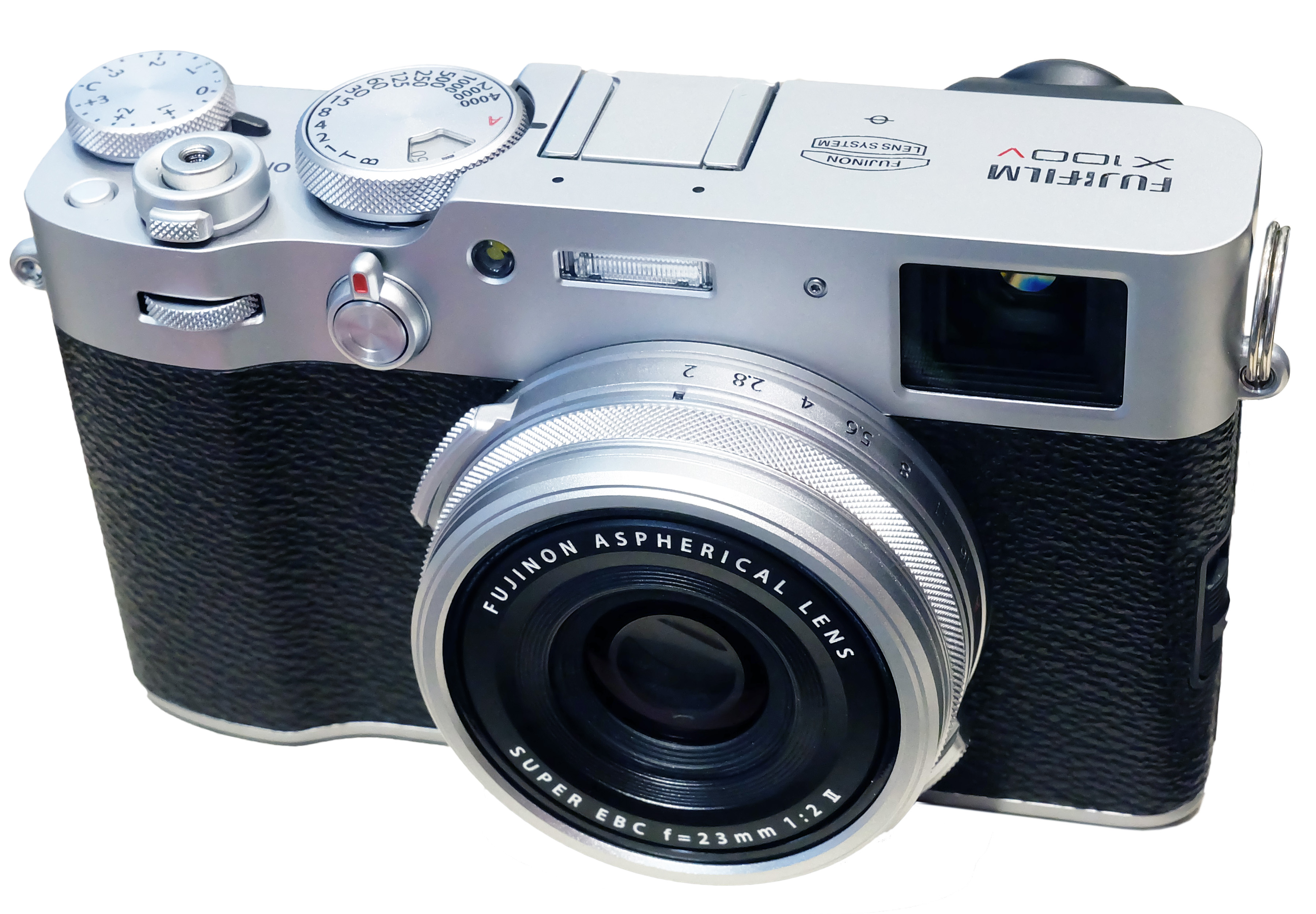
富士X100V

富士X100V (“V”是罗马数字“5”)，于2020年2月4日发布，是富士X100F的后继产品。 富士X100V重新设计了镜头，CMOS升级到第四代X-Trans传感器，2向倾斜的后液晶显示屏拥有“可选”的耐候性。相机还包括新的胶片模拟（色彩样式）与其他固件小更新。 X100V比其前身X100F贵100美元。 使用了升级镜片的X100V，应该比以前的X100相机表现出更少的镜头畸变，并具有更好的近距离对焦性能。

## 与上一代X100F的不同
- 第四代2610万像素  X-Trans CMOS传感器
- 更锐利的23毫米ƒ/ 2.0镜头（等效全画幅[n 1]35mm）
- 4K录像
- 2向后倾斜液晶显示屏
- 屏幕可触摸
- 耐候性增强
- 更大的取景器
- 对焦点增加到425个
- 蓝牙
- UHS-I卡支持
- 连拍速度为11 fps[1]

## 反响
X100V是一台广受用户接受的相机，因其更新的传感器具有出色的噪点表现和快速的读取能力而受到赞誉，其高度调节的JPEG单元可很好地降低噪声，从而产生出色的细节。 X100V还因其4k录制功能而受到赞誉，这是X100系列相机的首创。 Digital Photography Review给它的分数为86％，并颁发了金奖，称其为“有史以来最强大的定焦紧凑型相机”（The most capable prime-lens compact camera, ever）。

## 配件
X100V属于X100系列，其配件可以与其他系列产品通用。

### 转换镜
- 广角镜 WCL-X100 II - 放大倍率为0.8倍，相当于23mm固定镜头的焦距变为19毫米（等效全画幅视角28 mm[n 1]）[3]

- 远摄转换镜TCL-X100 II – 放大倍率约1.4倍，相当于将23毫米固定镜头变为焦距为33毫米。（50 mm，等效全画幅)[4]

### 闪光灯
- Fujifilm EF-20
- Fujifilm EF-X20
- Fujifilm EF-42